# Lovin' Saturday
Lovin' Saturday（ラヴィンサタデー）は、広島FMの生放送ラジオ番組。
広島を中心とした週末情報や話題、音楽を提供する30分番組である。

## 概要
2005年4月2日スタート。当時は広島FM本社第1スタジオからの放送だった。
2006年2月18日より、前日（2月17日）にオープンしたデオデオ(現・エディオン)ネバーランド袋町店（元ダイエー広島店）1階のFMDJスタジオからの公開生放送となり、同時にデオデオがスポンサーとなり、タイトルもDEODEO Lovin' Saturdayとなる。
2008年2月より再びHFM本社第1スタジオからの放送と同時にデオデオがスポンサーを降板。タイトルもDEODEOが抜けて 番組開始当初のLovin' Saturdayとなったが、2008年3月29日で放送が終了した。

## 放送時間
毎週土曜日12：30－13：00

## DJ
- 北村恵
- 徳永真紀（Over The Rainbow月・火パーソナリティ。北村の代理として2007年5月26日の番組を担当）